# Тхон, Осия

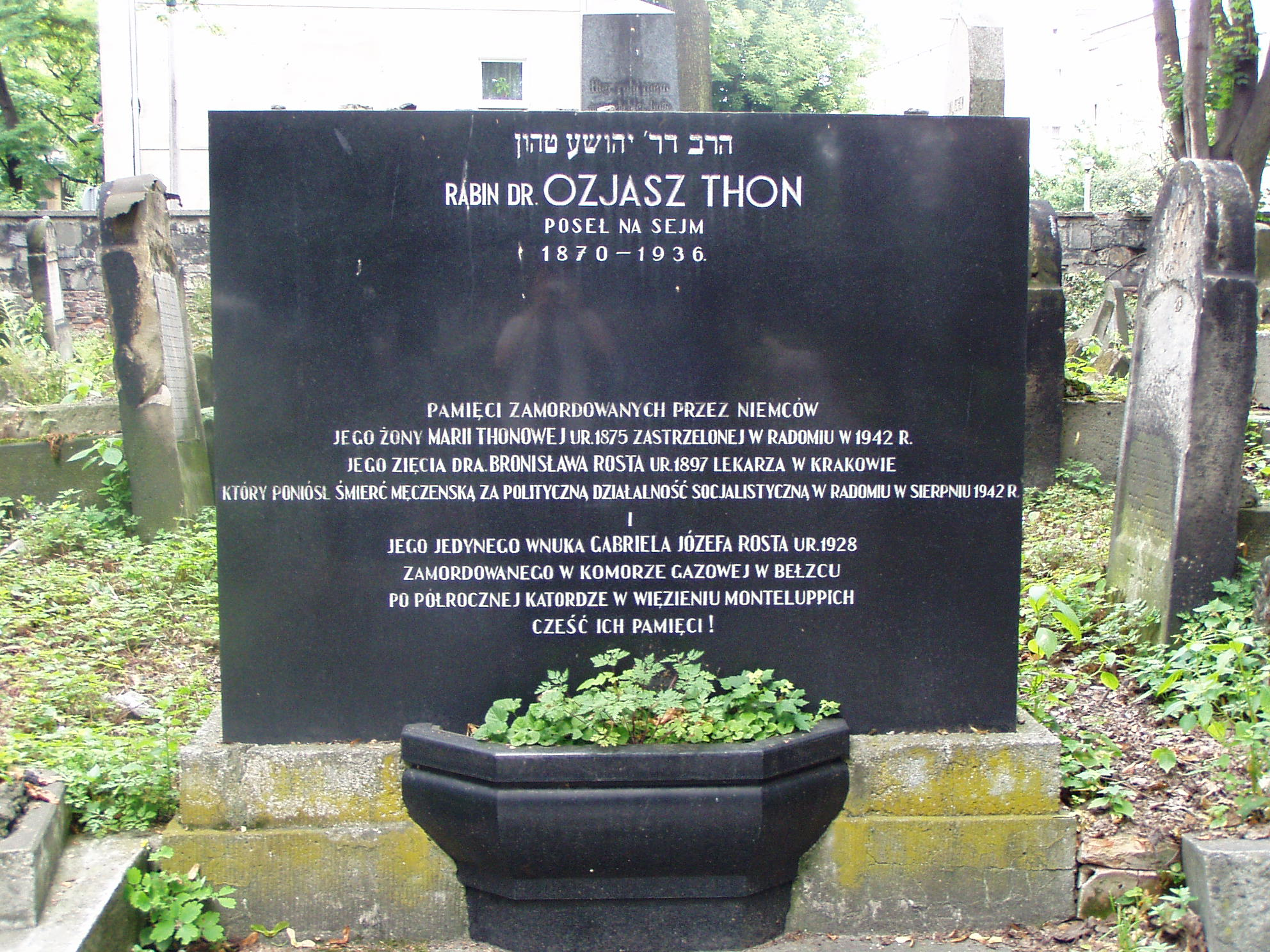
Могила Осии Тона на новом еврейском кладбище, Краков, Польша

Осия Тхон (публиковался также под еврейским вариантом своего имени Иегошуа — יהושע טהון, пол. Ozjasz Thon; 13 февраля 1870, Лемберг, Австро-Венгрия — 11 ноября 1936, Краков, Польша) — раввин, деятель сионистского движения, социолог, публицист, депутат учредительного собрания Польской Республики, I—III созывов Польского сейма, один из основателей сионистского движения в Галиции. Старший брат Якова Тхона.

## Биография
Осия Тхон родился во Львове в 1870 году в семье хасидов. По окончании иешивы поехал учиться в Берлин, где изучал философию и там же окончил школу раввинов. После окончания обучения переехал в Краков, где с 1897 года работал раввином в реформированной синагоге Темпель. В 1897 году Осия Тхон вместе с Теодором Герцлем организовал в Базеле I сионистский конгресс. Был членом Сионистской организации Западной Галиции и позднее — членом Сионистской организации Малой Польши и Силезии, членом исполнительного комитета Всемирной сионистской организации.
В 1899 году Осия Тхон основал в Кракове библиотеку «Эзра», которая позднее стала располагаться на первом этаже здания Совета еврейских общин в Кракове.
В 1918 году по инициативе Осии Тхона был создан Еврейский народный совет, который впоследствии был преобразован в Еврейскую самооборону. В 1919 году Осия Тхон выехал в Париж, где был представителем особой еврейской делегации на заключении версальского договора. В 1919 году он был выбран депутатом на учредительном собрании Польской Республики и позднее участвовал в работе I, II и III созывов Польского Сейма, на которых был председателем еврейских депутатов.
Осия Тхон был автором многочисленных публикаций о сионистском движении. В 1918 году он основал польскоязычную еврейскую газету Nowy Dziennik, редактором которой он был до своей смерти.
Осия Тхон умер 11 ноября 1936 года в Кракове и был похоронен на новом еврейском кладбище на улице Мёдовой.

## Память
- На доме № 5 по улице Войцеха Богуславского в Кракове, где жил Осия Тхон, сегодня находится мемориальная табличка в честь него.
- В синагоге Темпель находится портрет Осии Тхона.
- Именем Тхона назван мошав Бейт-Иехошуа, а также улицы в различных городах Израиля.

## Источник
- Encyclopaedia Judaica, vol. 15, pp. 1121—1123. Jerusalem: Keter Publishing, 1971.
- Alina Cała, Hanna Węgrzynek, Gabriela Zalewska: Historia i kultura Żydów polskich. Słownik. Warszawa: Wydawnictwo Szkolne i Pedagogiczne, 2000. ISBN 83-02-07813-1.
- Ozjasz Thon: Kazania 1895—1906. Kraków: Austeria, 2010. ISBN 978-83-61978-16-9.